# Lama, Haute-Corse
Lama är en kommun i departementet Haute-Corse på ön Korsika i Frankrike. Kommunen ligger i kantonen Le Haut-Nebbio som tillhör arrondissementet Bastia. År 2022 hade Lama 152 invånare.

## Befolkningsutveckling
Antalet invånare i kommunen Lama
Referens:INSEE